# جريب فروت- تداخلات الدوائية
تتداخل بعض الفواكه وعصائرها مع العديد من الأدوية، وتسبب في كثير من الحالات تأثيرات ضارة. اكتشف التأثير لأول مرة صدفةً عندما استخدم عصير الجريب فروت لإخفاء طعم الإيثانول أثناء دراسة التداخلات الدوائية مع الكحول.
ركزت الدراسات على تداخلات الجريب فروت -كفاكهة وعصير- مع الأدوية، ولكن لوحظت تأثيرات مماثلة مع بعض الفواكه الحمضية الأخرى. نصحت مراجعة طبية في عام 2005 المرضى بتجنب شرب عصائر الحمضيات عامةً مع الأدوية إلى أن توضح الأبحاث المخاطر المتعلقة بذلك. سجلت آثار مماثلة لعصير التفاح في عام 2008.
قد تسبب حبة جريب فروت كاملة أو كوب صغير (200 مل أو 6.8 أونصة سائلة) من عصير الجريب فروت تسمم دوائي ناجم عن جرعة مفرطة. قد يؤدي تناول الفاكهة قبل ثلاثة أيام من الدواء إلى بعض التأثيرات الجانبية أيضًا. لم تخضع أنواع الحمضيات الأخرى ومخاطرها النسبية للدراسة بشكل منهجي لغاية الآن. تحمل عبوات الأدوية المعنية عادةً ملصق إضافي يحوي عبارة «لا تتناوله مع الجريب فروت» للتحذير من تداخل الدواء مع الفاكهة، ويوضح التداخل بشكل أكبر في نشرة العبوة. وبشكل عام، ينصح الأشخاص أيضًا بسؤال الطبيب أو الصيدلي عن التداخلات الدوائية لأخذ الحيطة والحذر.
تنجم التأثيرات الضارة عن مركبات الفورانوكومارين (وبدرجة أقل مركبات الفلافونيد). تمنع هذه المواد الكيميائية إنزيمات استقلاب الدواء الرئيسية كالسيتوكروم 3A4. يستخدم السيتوكروم 3A4 في استقلاب نحو 50% من الأدوية، ويتواجد بشكل عام في الكبد وخلايا الأمعاء الدقيقة. نتيجةً لذلك، تتأثر العديد من الأدوية. يؤدي تثبيط الإنزيمات لتأثيرين مختلفين، وذلك يعتمد على تأثيرها على الدواء؛ فقد تسبب هذه الإنزيمات تحويل الدواء من شكله الفعال إلى مستقلبات غير فعالة، وقد تؤدي إلى تنشيطه ليصبح بالشكل الفعال.
في الحالة الأولى، يؤدي تثبيط إنزيمات استقلاب الدواء إلى ارتفاع تركيز الشكل الفعال منه في الجسم، وهذا قد يؤدي إلى إحداث آثار جانبية. على العكس من ذلك، إذا كان الدواء دواءً أوليًا، فيجب استقلابه ليتحول إلى الشكل الفعال. يؤدي تثبيط تلك الإنزيمات إلى انخفاض تركيز الشكل الفعال للدواء، وهذا سيقلل تأثيره العلاجي وبالتالي فشل العلاج.
قد تعمل الفاكهة على خفض تركيز الدواء في الجسم عبر إعاقة امتصاصه في الأمعاء، وهي آلية أخرى تؤثر فيها الفواكه على الأدوية.

## نبذة تاريخية
اكتشف تأثير عصير الجريب فروت على امتصاص الأدوية لأول مرة في عام 1989. نشر أول تقرير سريري عن التداخلات الدوائية مع الجريب فروت في عام 1991 في دورية ذا لانسيت بعنوان «تداخل عصائر الحمضيات مع الفيلوديبين والنيفيديبين». ومع ذلك، لم يحظَ التداخل بالشهرة إلا بعد تسببه بالعديد من الآثار الجانبية مع العديد من الأدوية.

## المكونات الفعالة
قد تحتوي ثمار الحمضيات على مركبات متعددة الفينول كفلافونيد النارينجين ومركبات الفورانوكومارين (كالبرغموتين وثنائي هيدروكسيد البيرغموتين والبيرغابتين والبيرغابتول). توجد هذه المركبات الكيميائية الطبيعية في جميع أشكال الفاكهة كالعصائر الطازجة والمركزة المجمدة والفاكهة الكاملة.
يحتوي الجريب فروت والنارنج والبرغموت -وربما الحمضيات الأخرى أيضًا- على كميات كبيرة من النارينجين. قد تستغرق تأثيرات النارينجين على إنزيم السيتوكروم 3A4 نحو 72 ساعة. يعتبر ذلك مشكلة هامة بسبب احتواء 4 أونصات (110 غ) من الجريب فروت على ما يكفي من النارينجين لتثبيط استقلاب السيتوكروم 3A4. يعطي فلافونيد النارينجين نكهة المرارة للجريب فروت. تحمل بعض الحمضيات في لبها على تركيزات قليلة من النارينجين المر، ولكنها تعوض ذلك في قشرها الذي يحتوي عادةً على تركيزات عالية منه؛ وهذا –القشر- قد يكون قابل للاستهلاك في بعض الأحيان. يعمل المركب الموجود بتركيز عالي في القشر كمبيد للحشرات.
لوحظ امتلاك مركبات الفورانوكومارين تأثير أقوى من النارينجين في بعض الحالات.